# Treintona, soltera y fantástica
Treintona, soltera y fantástica es una película de comedia mexicana estrenada el 7 de octubre del 2016, producida por All About Media, dirigida por Chava Cartas y protagonizada por Bárbara Mori, Jordi Mollà, Marimar Vega, Juan Pablo Medina, Andrés Almeida, Angélica Aragón, Natasha Dupeyron, Claudio Lafarga y Héctor Bonilla. Basada parcialmente en algunos textos de Juana Inés Dehesa (hija del escritor Germán Dehesa), se estrenó en México con gran éxito logrando más de tres millones de espectadores y levantando rumores sobre una secuela por parte de los productores y el distribuidor Videocine.
La película se colocó como la tercera más vista del año, sólo después de ¿Qué culpa tiene El Niño? y No manches, Frida.
La película, filmada en Jalisco, representó el regreso triunfal al cine de Bárbara Mori, el primer éxito taquillero en la carrera de su director Chava Cartas, el debut de All About Media como casa productora y una nominación al premio Ariel para Natasha Dupeyron, como Revelación Femenina.

## Sinopsis
Tras rechazar la propuesta matrimonial de su insípido novio, Inés (Bárbara Mori), una escritora, aprovecha su nueva soltería para redefinirse a sí misma como una mujer independiente, moderna y autosuficiente. Aunque el rápido éxito de su columna en el periódico recompensa pronto a la nueva Inés, su resolución se ve desafiada por una familia que la considera ‘quedada’, amigas aseñoradas que no tienen ya cabida para las señoritas, y sobre todo, el tic-tac de su propio reloj biológico -, este es el panorama ante el que Inés tiene que aprender a hacer la cosa más difícil: escucharse a sí misma y decidir lo que quiere de su vida. El resto de personajes son el exnovio "Marcos" (Andrés Almeida), la mejor amiga "Camila" (Marimar Vega), el mejor amigo que vive enamorado de ella "Sensei" (Juan Pablo Medina), la sobrina más joven "Regina" (Natasha Dupeyron) y sus padres interpretados por Angélica Aragón y Héctor Bonilla. Como el nuevo interés romántico llega el galán maduro "Óscar", interpretado por el reconocido actor español Jordi Mollá.

## Reparto
- Bárbara Mori como Inés.
- Jordi Mollà como Óscar.
- Marimar Vega como Camila.
- Claudio Lafarga como Alonso.
- Costanza Andrade como Lucía.